# 王孙燕
王孙燕（？—？），芈姓，名燕，是楚平王的孙子，太子建的儿子，白公胜的弟弟。
前479年，白公胜兵敗而自經後，王孙燕逃亡到吴国的頯黄氏。